# Urologia

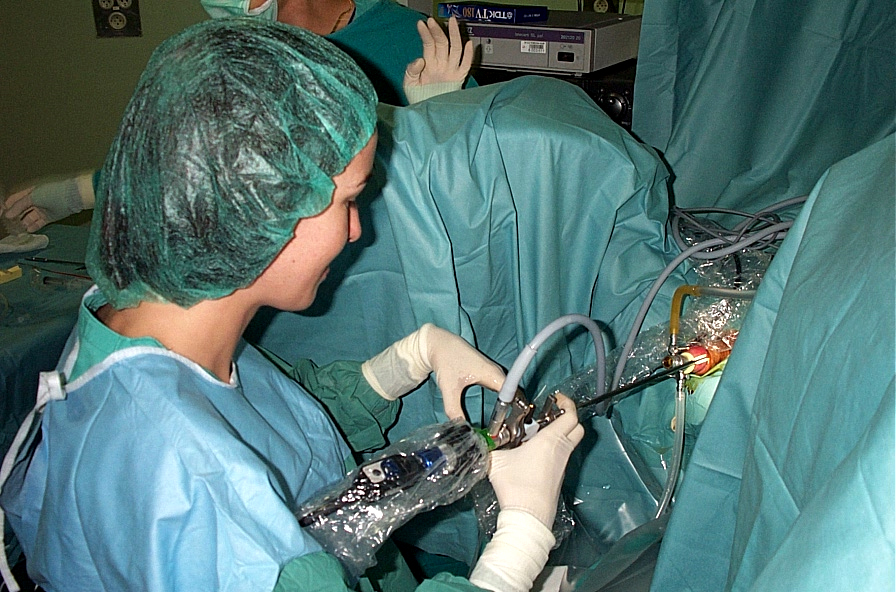
Urologia

Urologia – gałąź chirurgii zajmująca się budową, fizjologią i schorzeniami układu moczowo-płciowego u mężczyzn oraz układu moczowego u kobiet, a częściowo również żeńskim układem płciowym (uroginekologia).